# ناحیه گابو
منطقه گابو شرقی‌ترین ناحیه در گینه بیسائو می‌باشد. پایتخت آن گابو می‌باشد. این ناحیه از قسمت شمال با سنگال، از سمت شرق و جنوب با گینه و از سمت غرب با منطقه گینه بیسائو تومبالی و بافاتا همسایه می‌باشد. مساحت آن ۹٬۱۵۰ کیلومتر 2 می‌باشد. و آن را گسترده‌ترین ناحیه اداری گینه بیسائو تبدیل می‌نماید. این ناحیه داخلی پوشیده از جنگل ساوانا یا ساوانای سبک می‌باشد و سالانه بیش از ۲٬۰۰۰ میلیمتر (۷۹ اینچ) بارش دارد. در سال ۲۰۰۹، مجموع جمعیت ناحیه ۲۰۵۶۰۸ نفر بوده که جمعیت شهری آن ۵۱٬۲۱۱ نفر و جمعیت روستایی آن را ۱۵۴٬۳۹۷ نفر را تشکیل می‌دهد. نسبت جنسی در ناحیه ۹۴ زن در برابر هر ۱۰۰مرد می‌باشد. در سال ۲۰۰۹، نرخ فعالیت خالص ۷۲٫۴۴درصد، نسبت نیروی کار شاغل ۴۳٫۸۶درصد، نسبت نیروی کار ۷۴٫۴۸و نسبت جمعیت انفعال بالقوه ۴۳٫۸۶درصد بود. نرخ محرومان مطلق، کسانی که کمتر از ۲دلار در روز درآمد آنان می‌باشد، در این ناحیه به ۷۲٫۴ درصد رسیده‌است که سهم ناحیه ای ۱۳٫۶درصد در مجموع فقر ملی می‌باشد.

## جغرافیا
گابو یک ناحیه داخلی می‌باشد و بالا مرتبه‌ترین نقطه آن مونته تورین با بلندی۲۶۲ متر (۸۶۰ فوت) می‌باشد. ناحیه داخلی دارای دشت‌هایی می باشدکه با ریاها در هم پیچیده‌است. رودخانه‌های پر پیچ و خم بسیاری موجود می‌باشد که مقدار کثیری از آنان دلتاهایی را در ناحیه ساحلی ایجاد می‌کنند. رودخانه اصلی، رودخانه کوروبال، از بین ناحیه گذر می‌کند. آب و هوای آن گرم و گرمسیری است و ناحیه دارای ۲ فصل می‌باشد. آغاز فصل تابستان از ماه دسامبر تا ماه مه با دوره ماه آوریل تا ماه می با دمای ۲۰ درجه سلسیوس (۶۸ درجه فارنهایت) درجه می‌باشد تا ۳۰ درجه سلسیوس (۸۶ درجه فارنهایت). فصل بارانی طبق معمول از ماه می تا ماه نوامبر می‌باشد. این ناحیه به شکل میانگین نزدیک ۱٬۰۰۰ میلیمتر (۳۹ اینچ) بارندگی دارد نسبت به ناحیه ساحلی که ۲٬۰۰۰ میلیمتر (۷۹ اینچ) کسب می‌نمایند. ناحیه داخلی پوشیده از جنگل‌های ساوانا یا سبک ساوانا می‌باشد.

## مدیریت

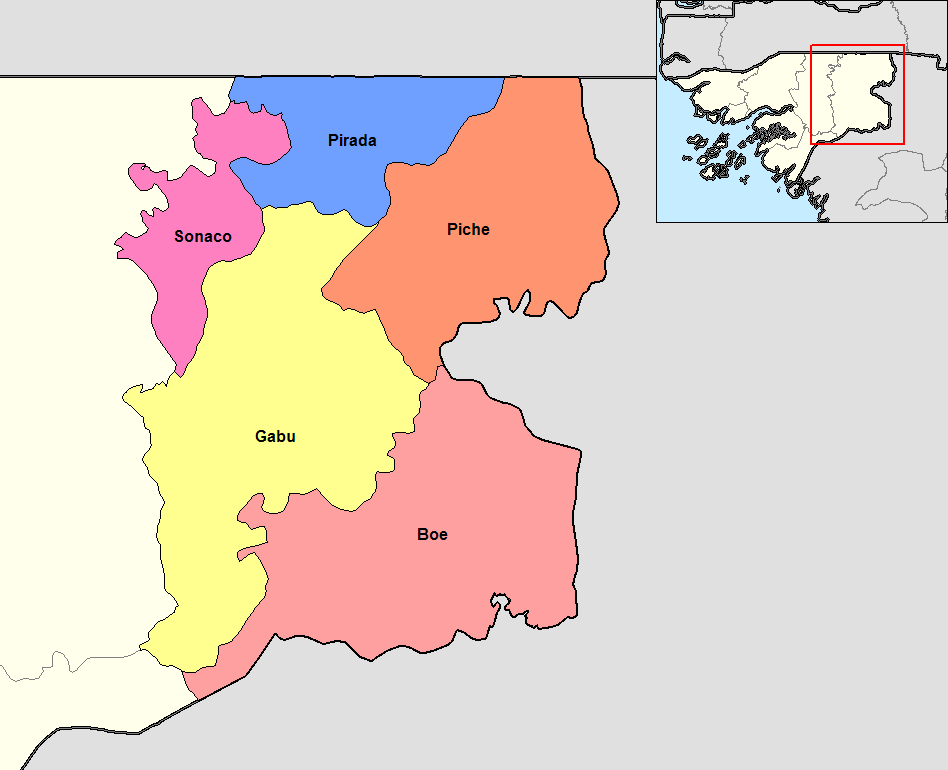
بخش‌های گابو

ناحیه گابو به ۵ بخش تقسیم می‌گردد، مثل بوئه، گابو، پیچه، پیرادا و سوناکو. گینه بیسائو در تاریخ ۲۴ سپتامبر ۱۹۷۳ بعد از جنگ‌ها و کارهای سیاسی دیپلماتیک زیر عنوان حزب استقلال آفریقا کیپ ورد (پی ای) از پرتغال استقلال یافت، در حالی که پرتغال استقلال کیپ ورد پی ای آی سی وی را در تاریخ ۵ ژوئیه ۱۹۷۵ قبول کرد. پی ای آی سی وی بعد از استقلال هر ۲ کشور را اداره نمود. در حالی که منابع مالی بین‌المللی برای پیشرفت اقتصادی کشور آویخته می‌گردید، حزب متهم به سوء استفاده از قدرت به روشی غیر مشروط بود. روال کار دولتی تک حزبی در طول دوره ۱۹۸۰و ۱۹۹۰ ناراحت بود و ارتش به شکل پشت سر هم کنترل قدرت را در دست گرفت و جنگ داخلی ناشی از آن منجر به از دست دادن دارایی و جان مردم شد. برای تمرکززدایی قدرت، یک منطقه اداری و هشت ناحیه تشکیل شد. از زمان جنگ داخلی ۱۹۹۸–۱۹۹۹ هیچ گونه اداره محلی موجود نبوده و کل خدمات اجتماعی توسط پرسنل‌های جامعه مدنی و نظایر سازمان‌های دولتی انجام می‌شود. حداقل خدمات بهداشتی و آموزشی توسط دولت ارائه می‌شود و تمام ادارات دولتی به صورت محدود عمل کرده‌اند. یک دولت انتقالی طی سال‌های ۲۰۰۳–۲۰۰۴ با منشور انتقال مردمی به تصویب رسید. کمیته نظامی دو غیرنظامی را به عنوان رئیس‌جمهور موقت و نخست‌وزیر منصوب کرد. انتخابات برای یک دوره پنج ساله در تاریخ ۲۴ ژوئیه ۲۰۰۵ با نمایندگی چند حزبی برگزار شد. یک کودتای نظامی در سال ۲۰۱۲رخ داد که پس از آن کمک‌های مالی اتحادیه اروپا و بین‌المللی متوقف شد. آخرین انتخابات در آوریل ۲۰۱۴ با حضور ۱۳ نامزد ریاست جمهوری و نمایندگی از ۱۵ حزب برگزار شد. این انتخابات توسط ۵۵۰ ناظر بین‌المللی نظارت شد. خوزه ماریو واز و حزبش در انتخابات ریاست جمهوری و پارلمانی در مقابل نونو گومز نبیام مورد حمایت ارتش پیروز گردیدند.